# Salvelinus inframundus
Salvelinus inframundus är en fiskart som beskrevs av Regan, 1909. Salvelinus inframundus ingår i släktet Salvelinus och familjen laxfiskar. Inga underarter finns listade i Catalogue of Life.
Denna fisk förekommer endemisk i sjön Loch Mealt på ön Isle of Skye som tillhör Skottland. Populationen i sjön Heldale Water på ön Hoy som tillhör Orkneyöarna är troligtvis utdöd. Där registrerades de sista exemplaren 1908. Loch Mealt är endast 3 meter djup och liten. Fisken äter spiggar, vattenlevande blötdjur och insekternas larver.
Fjällröding från Kanada introducerades i sjön. Det är inte känt om fiskarna är konkurrenter. IUCN kategoriserar arten globalt som otillräckligt studerad.